# Erich Haberland
Oswald Otto Erich Haberland (geboren 19. September 1903 in Dresden; gestorben 17. Januar 1964 in Hannover) war ein deutscher Maler, Bildhauer und Unternehmer.

## Leben

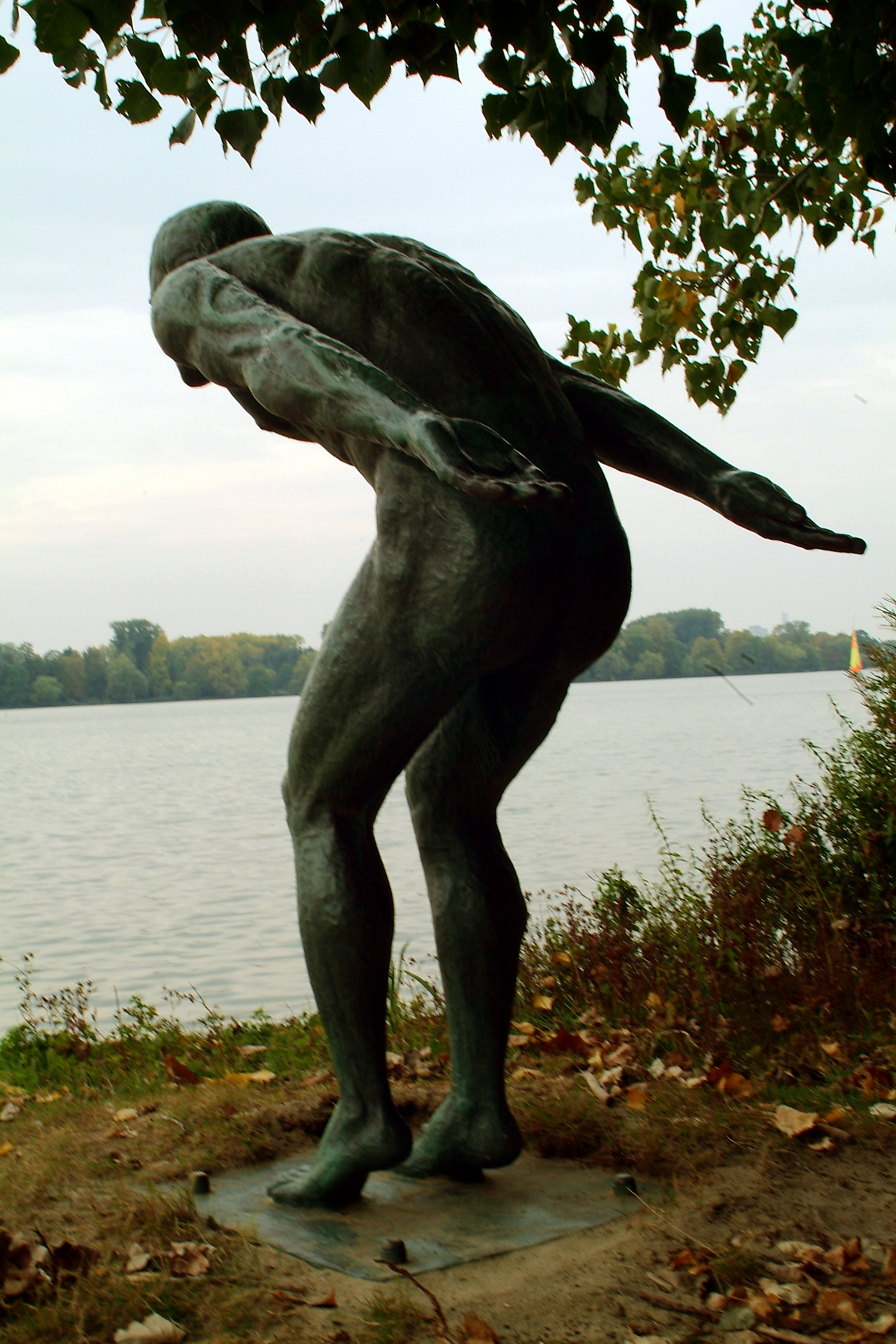
Der Schwimmer von 1950, aufgestellt am „Strandbad Maschsee“ in Hannover

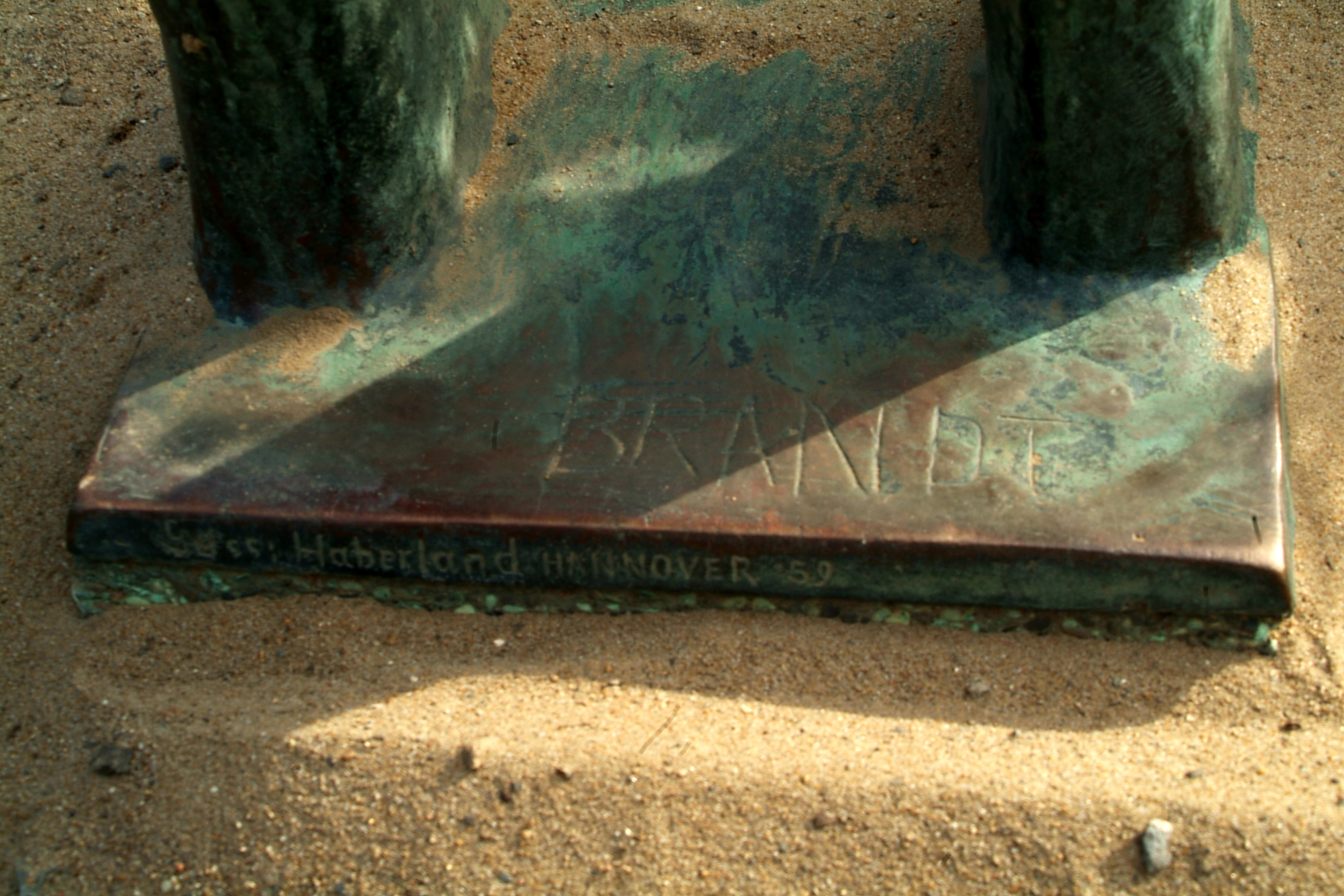
„Guss: Haberland Hannover 59“ am Fuß der Plastik Bockspringen von Ewald Brandt

Erich Haberland war der älteste Sohn des Unternehmensgründers Oswald Haberland (1877–1947) und dessen Ehefrau Berta geborene Ober. Er wuchs mit einer Zwillingsschwester und einem jüngeren Bruder in Dresden auf. Sein Vater übernahm dort 1918 die Kunstgießerei Pirner & Franz, das Datum der Gründung des Familienunternehmens wurde später jedoch mit 1911 angegeben.
Er studierte von 1927 bis 1928 an der Kunstakademie Düsseldorf und von 1929 bis 1930 an der Kunstgewerbeschule Bremen. Anschließend war er bis 1934 in Hamburg als freier Künstler tätig. 1934 zog Haberland nach Hannover, wo er außerdem mit seinem Bruder Herbert (1906–1979) die Erzbildgießerei Haberland betrieb. Im Unternehmen war Erich Haberland vor allem für das Ziselieren zuständig.
In der Nachkriegszeit firmierte das Unternehmen 1949 als Erich u. Herbert Haberland, Erzbildgießerei  in der Bohnhorstraße 5 in Hannover-Hainholz.
Erich Haberland starb am 17. Januar 1964 im Alter von 60 Jahren in Hannover.

## Werke

### Eigene Werke
- ca. 1929: Der Schwimmer, Bronzeplastik, die um 1950 am Strandbad am Maschsee aufgestellt wurde[2]

### Bearbeitungen
- 1959: Guss der Skulptur Bockspringen von Ewald Brandt[6]
- 1961: Der Fritz Beindorff gewidmete Pelikan-Brunnen von Ludwig Vierthaler am Rande der Eilenriede[7]
- Restaurierung der Plastik Nachtwächterbrunnen von Hans Dammann[8]